# Escapade (canção)
"Escapade" é uma música da cantora norte-americana Janet Jackson lançada como terceiro single de seu quarto álbum de estúdio, Janet Jackson's Rhythm Nation 1814 em 1990.

## Charts

### Posições mais altas
| Chart (1990)                         | Peak position |
| ------------------------------------ | ------------- |
| Australian Singles Chart             | 25            |
| Belgian Singles Chart (Flanders)     | 11            |
| Canadian Singles Chart               | 3             |
| Dutch Top 40                         | 13            |
| French Singles Chart                 | 23            |
| German Singles Chart                 | 17            |
| Irish Singles Chart                  | 13            |
| New Zealand Singles Chart            | 15            |
| UK Singles Chart                     | 17            |
| U.S. Billboard Hot 100               | 1             |
| U.S. Billboard Hot R&B/Hip-Hop Songs | 1             |
| U.S. Billboard Hot Dance Club Play   | 1             |
| U.S. Billboard Adult Contemporary    | 16            |